# سیارک ۳۹۴۲۹
سیارک ۳۹۴۲۹ (به انگلیسی: 39429 Annebronte، نامگذاری:4223T-2) سی و نه هزار و چهارصد و بیست و نهمین سیارک کشف شده‌است که در ۲۹ سپتامبر ۱۹۷۳ کشف شد.